# ابن عز (فلم)
ابن عز فيلم مصري أُنتج عام 2001، من تأليف أحمد عبد الله، وإخراج شريف عرفة وبطولة علاء ولي الدين، ودينا، وحسن حسني.
ويعتبر هذا الفيلم آخر أفلام علاء ولي الدين قبل وفاته.

## قصة الفيلم
تدور أحداث الفيلم حول فريد عز الدين، شاب ثري يعيش حياة مترفة كلها عبث وحفلات ومظاهر زائفة، بعيدًا عن أي مسئولية أو أي محاولة للعمل الجدي. والده رجل أعمال يمتلك ثروة طائلة. يجبر ابنه على استلام أعماله كلها وإدارتها، بعد أن قرر الهرب من البلاد، وتهريب أمواله كلها، حيث يشعر أن أمره قد انكشف أمام السلطات. يقبل ابن عز أن يمسك إدارة الأمور، حتى يحاصره رجال الأمن ويقبضون عليه بتهمة الفساد والنصب والاحتيال، ولكن قبل أن يحاكم يتمكن من الهرب بمساعدة مربيه كاظم. ويستعرض الفيلم الأيام التي قضاها فريد متشردًا، قبل أن يقبض عليه من جديد ويبرأ من التهم التي لا ذنب له فيها. ويعود مرة ثانية لحياته الثرية بعد أن يصحب معه كل النماذج الفقيرة التي وقفت معه وساعدته أثناء هروبه.

## بطولة
الفيلم من بطولة علاء ولي الدين، ودينا، وحسن حسني، وحسين الإمام، ومحمود عزب، وحجاج عبد العظيم، وإنعام سالوسة، وأحمد مكي، وسعيد طرابيك، وسامي سرحان.

## فريق العمل
- إخراج: شريف عرفة
- قصة: شريف عرفة
- سيناريو وحوار: أحمد عبد الله
- إنتاج: بروميس للإنتاج والتوزيع الفني
- توزيع: أوسكار للتوزيع ودور العرض
- مونتاج: معتز الكاتب
- موسيقى تصويرية: نبيل علي ماهر
- مدير التصوير: أيمن أبو المكارم

## وصلات خارجية
- ابن عز على موقع IMDb (الإنجليزية)
- ابن عز على موقع الدهليز
- ابن عز على موقع قاعدة بيانات الأفلام العربية
- ابن عز على موقع قاعدة بيانات الفيلم (الإنجليزية)
- ابن عز على موقع ليتربوكسد (الإنجليزية)
- ابن عز على موقع كينوبويسك (الروسية)